# Partly Cloudy, Chance of Rain
Partly Cloudy, Chance of Rain is de achtste aflevering van het achtste seizoen van de televisieserie ER, die voor het eerst werd uitgezonden op 15 november 2001.

## Verhaal
Een enorme storm raast over Chicago en dr. Weaver en Gallant proberen een zwangere vrouw te redden die vastzit in een verongelukte ambulance. De reddingswerkzaamheden wordt bemoeilijkt door stroomdraden die los hangen. Dr. Weaver ontmoet daar brandweervrouw Sandy Lopez en er ontstaat een klik tussen hen. 
Dr. Carter behandelt zijn oma die gewond is geraakt en het wordt duidelijk dat zij een ongeval heeft veroorzaakt en doorgereden is. Als zijn oma een MRI-scan ondergaat krijgt zij hallucinaties en roept naar haar overleden man. 
Dr. Greene behandelt een jongen die samen met zijn kleine broertje in een rivier is gevallen, hij krijgt van zijn ouders hier de schuld van. Ondertussen vertelt dr. Lewis hem dat hij wel wat aardiger mag zijn tegen zijn patiënten.
Dr. Benton krijgt zijn DNA-test terug en komt erachter dat hij niet de biologische vader is van Reese. Dit kan een probleem worden in de voogdijzaak die door Roger is aangespannen. Hij gaat in gesprek met zijn advocate over de strategie en zij adviseert hem om Roger bezoekrecht te geven aan Reese, wat hij weigert. 
Dr. Finch begint met haar laatste dag in County General.
Nadat er geld en waardevolle spullen worden vermist op de SEH wordt al snel Nicole hiervan verdacht, helemaal als deze spullen in haar handtas worden gevonden. Als zij aangesproken wordt door dr. Kovac vertelt zij hem dat zij zwanger is.

## Rolverdeling

### Hoofdrollen
- Anthony Edwards - Dr. Mark Greene
- Noah Wyle - Dr. John Carter
- Frances Sternhagen - Millicent Carter
- Laura Innes - Dr. Kerry Weaver
- Paul McCrane - Dr. Robert Romano
- Goran Višnjić - Dr. Luka Kovac
- Sherry Stringfield - Dr. Susan Lewis
- Michael Michele - Dr. Cleo Finch
- Eriq La Salle - Dr. Peter Benton
- Matthew Watkins - Reese Benton
- Christopher John Fields - Dr. Phil Tobiason
- Maura Tierney - verpleegster Abby Lockhart
- Laura Cerón - verpleegster Chuny Marquez
- Yvette Freeman - verpleegster Haleh Adams
- Deezer D - verpleger Malik McGrath
- Lily Mariye - verpleegster Lily Jarvik
- Lyn Alicia Henderson - ambulancemedewerker Pamela Olbes
- Brian Lester - ambulancemedewerker Brian Dumar
- Montae Russell - ambulancemedewerker Dwight Zadro
- Emily Wagner - ambulancemedewerker Doris Pickman
- Lisa Vidal - brandweervrouw Sandy Lopez
- Vondie Curtis-Hall - Roger McGrath
- Troy Evans - Frank Martin
- Sharif Atkins - Michael Gallant

### Gastrollen (selectie)
- Amy Jo Johnson - Jill
- Roma Maffia - Ms. Prager
- Larry Holden - Chris Pendry
- Jack Johnson - Daniel Pendry
- Kate McNeil - Mrs. Pendry
- Nina Landey - Vicki
- Julie Delpy - Nicole
- Steve Bridges -Leone